# Mortes em 2013
Esta é uma relação de pessoas notáveis que morreram durante o ano de 2013.